# Conversió a vehicle elèctric

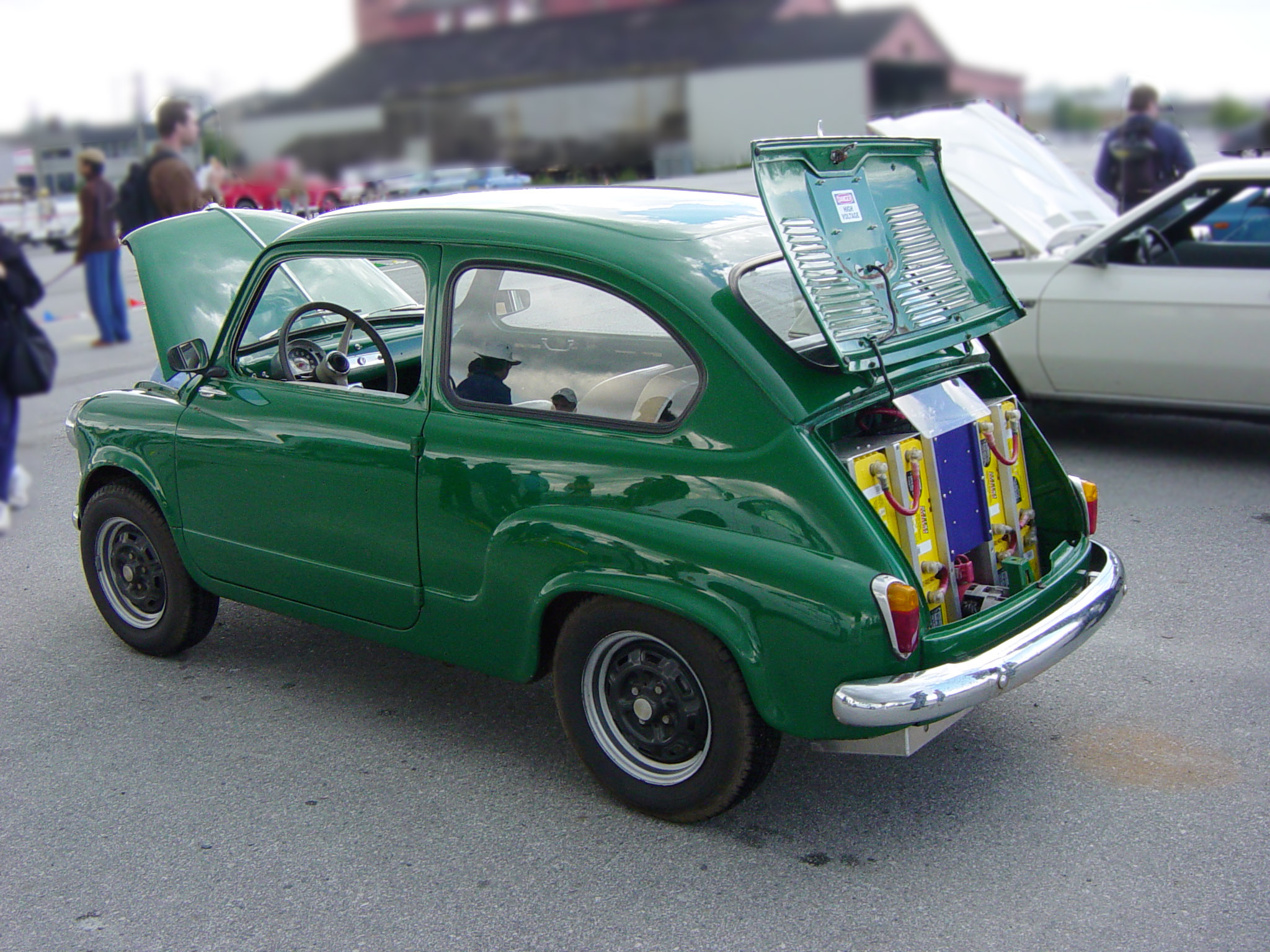
Automòbil originalment de combustió convertit a elèctric

La conversió a vehicle elèctric és la modificació d'un vehicle convencional de combustió interna (IC2EV) a un vehicle elèctric mitjançant la substitució del sistema de propulsió per un motor elèctric.

## Elements d'una conversió
Gairebé qualsevol vehicle es pot convertir a elèctric.
Per a això cal:
- El paquet de bateries, que proporciona una font d'energia elèctrica.
- El carregador, que restaura l'energia de les bateries (poden muntar-se en el vehicle o en una estació especial de recarrega en algun lloc fix).
- El controlador d'electricitat, que regula el flux d'energia entre la bateria i el motor elèctric.
- Un o més motors elèctrics i la seva fixació mecànica al tren de propulsió o al tambor de les rodes.
- Conductors elèctrics per connectar la bateria, el controlador i motor.
- Equip accessori per alimentar els equips auxiliars, tals com a frens elèctrics i sistema d'aire condicionat
- Circuits de control i equips per permetre el control i l'entrellaçament dels diversos components.
- Si escau, instrumentació específica per a l'operació i el manteniment de la conversió.

### Electricitat renovable
Les cèl·lules solars es podrien utilitzar per alimentar un vehicle convertit a elèctric però per la seva limitada eficiència àdhuc avui aquest tipus d'alimentació àdhuc es troba en fase experimental.

## Procés de conversió
Les conversions les poden fer tant garatges com els mateixos afeccionats. La majoria de les conversions als EUA les duen a terme aquests últims, que en general converteixen un vehicle amb un motor que no funciona, ja que tals vehicles antics o defectuosos solen ser molt econòmics d'adquirir. Altres afeccionats amb pressupostos més grans poden preferir per a convertir un vehicle últim model o un vehicle d'un tipus particular. En alguns casos el mateix vehicle pot ser construït pel convertidor o assemblades a partir d'un cotxe de kit.
Un vehicle de dues etapes és un vehicle que ha estat construït per dos fabricants diferents. El resultat és un vehicle estàndard complet. En aquest procés, els vehicles també poden ser convertits pel mateix fabricador (com ha fet Ford Motor Company per crear el Ford Ranger EV). D'altra banda, en un procés conegut com a "trenización de tercers ", un convertidor independent compra vehicles sense motor nous i posteriorment realitzen la conversió, per oferir un vehicle de dues etapes.
En alguns països, l'usuari pot optar per comprar un vehicle transformat de qualsevol model en el concessionari del fabricant d'automòbils, pagant només el cost de les bateries i el motor, sense costos d'instal·lació (es denomina preconversión o conversió prèvia).

## Indústria
La indústria de conversió a vehicles elèctrics ha crescut per incloure garatges de conversió de vehicles, kits de recanvi i components del vehicle.

## Tipus de vehicles

### Autobusos
i-Traction Worldwide, de Luxemburg fabrica el kit i-Traction System, que inclou TheWheel, una roda de autopropulsió elèctrica per ser muntada en autobusos, tant nous com en els quals es desitgi convertir a elèctrics. S'hi basen els autobusos Mitsubishi Colt, Econex, VDL NEMS i-Busz i uns altres més.

### Camions
Els camions lleugers són especialment adequats per a la conversió d'afeccionat, ja que és fàcil de col·locar les bateries lluny del compartiment de passatgers i hi ha una bona capacitat de maneig de càrrega per a l'ús de bateries pesades, tals com les bateries inundades de plom-àcid comunament utilitzades en carrets de golf. Els camions lleugers també ofereixen utilitat substancial en l'ús, simplement perquè són camions. Fins i tot si una part de la capacitat de pes s'elimina per la presència de bateries dins o sota la caixa de càrrega, roman gran part o tota la utilitat espacial. Un camió lleuger és molt recomanable com a primer esforç de conversió, a causa de la simplicitat del disseny dels components. Amb la col·locació correcta de la bateria, l'estabilitat d'un posterior camió de producció es pot millorar per sobre de la versió de combustió (versió amb motor de combustió interna). Encara que hi ha camions adequats anteriors a 2002, l'evolució moderna d'aquest tipus de vehicles els ha fet més alts, més pesats, més voluminosos i menys eficients i la seva altura excessiva fa que la col·locació de la bateria sota la caixa sigui essencial per mantenir el centre de gravetat prou baix per a l'estabilitat en les corbes.

### Cotxes
S'estan oferint conversions tot inclòs per uns 6.000 € més IVA. El kit inclou, entre altres coses motor elèctric DC Sepex 72 V Classe H 25KW potencia bec i bateries de plom Absortion Glass Mat (AGM).

### Xassís a mesura
Per a les persones que poden construir un kit car (cotxe de paquet), si posseeixen les habilitats i la maquinària (de soldadura, eina automotriz, entre uns altres), poden logar un vehicle únic. Això és especialment adequat per a la construcció de vehicles lleugers que poden oferir una operativitat excepcional. Moltes empreses de cotxes de paquet basats en VW tenen xassís de tub. Un kit de glider (o kit de deslizable) inclou tots els component d'un vehicle, excepte el tren de potència (motor i bateries).

### Dues rodes
- Motocicleta elèctrica
- Bicicleta elèctrica

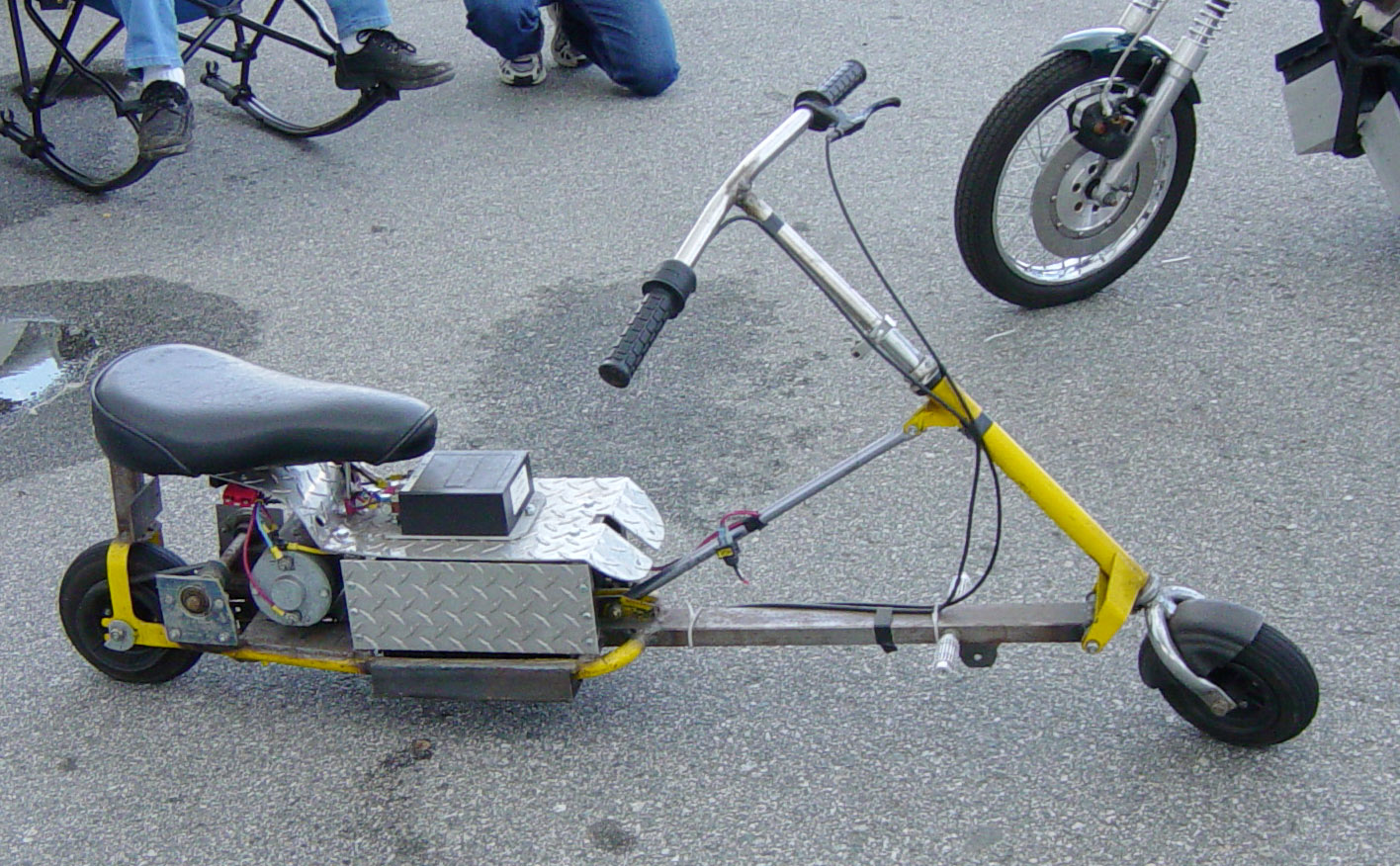
Patinet elèctric
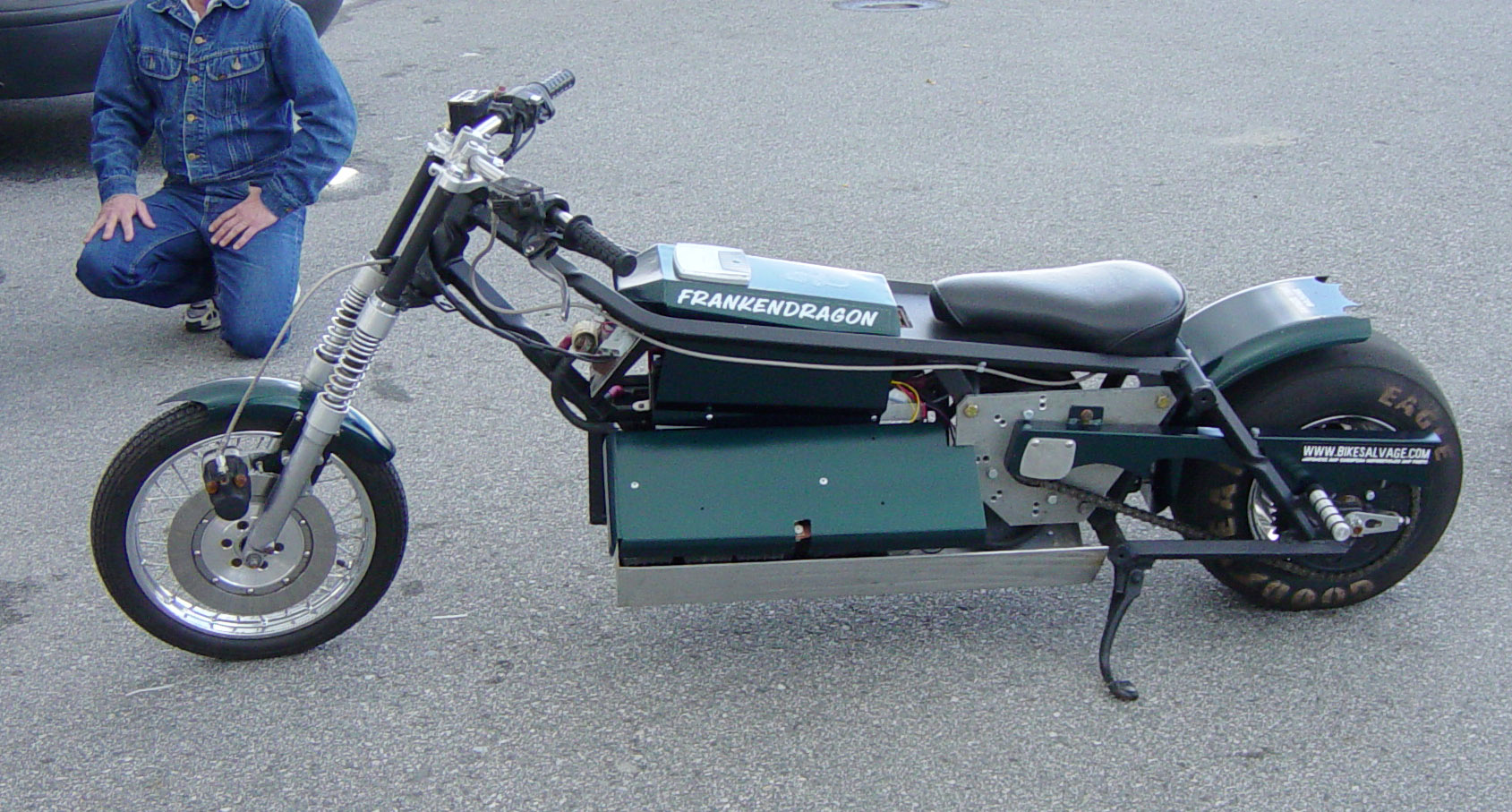
Moto de carreres d'acceleració a mida
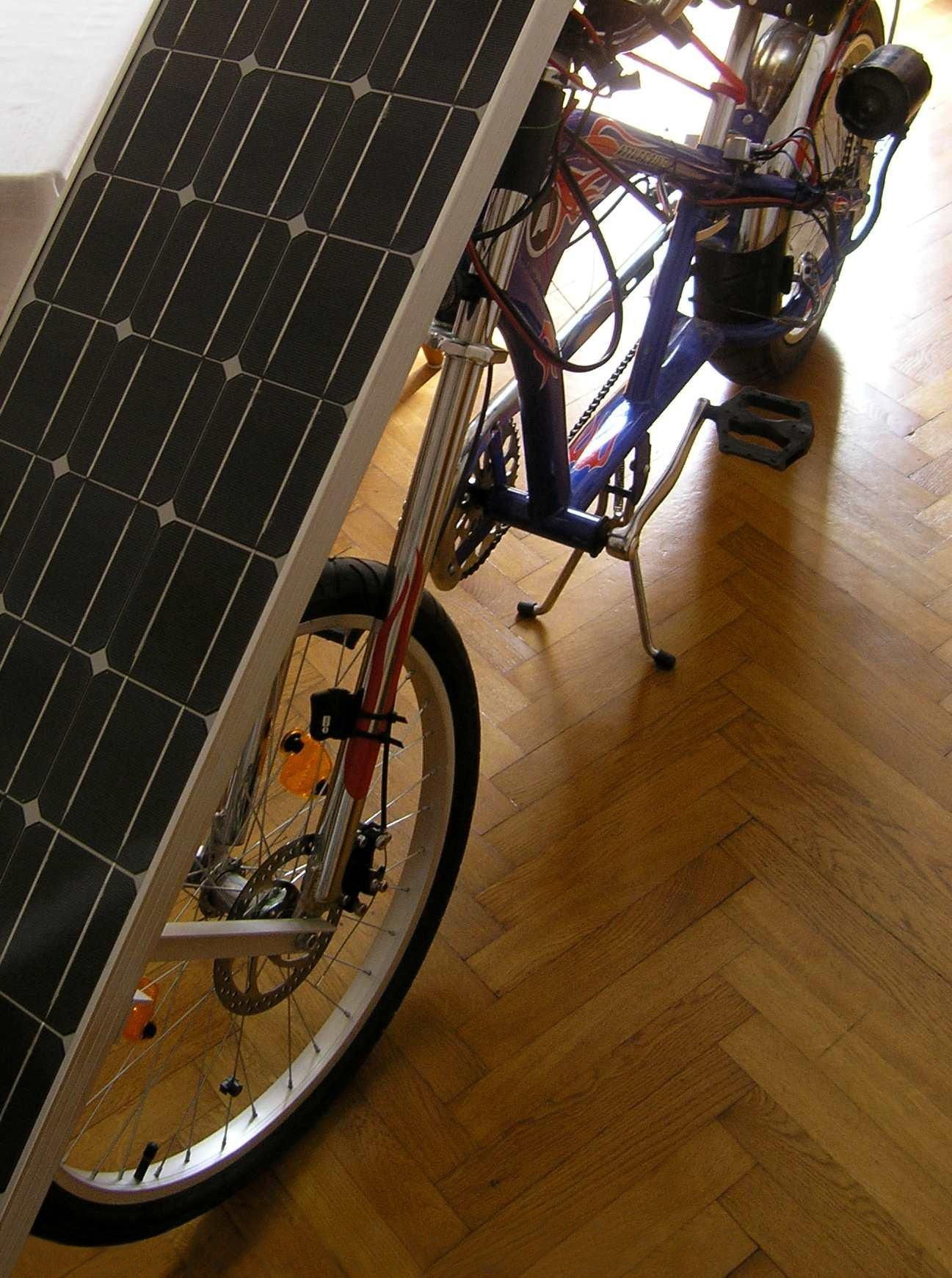
Bici solar